# Scupi
Scupi fu una città romana, poi fortezza legionaria dai tempi di Augusto. È oggi un sito archeologico situato tra Zajčev Rid ed il fiume Vardar, alcuni chilometri dal centro di Skopje, in Macedonia del Nord.

## Storia
Fin dal II secolo a.C. era un importante centro dei Dardani. Fu quindi conquistato attorno al 29-28 a.C. durante le campagne militari di Marco Licinio Crasso. Egli, infatti, compì imprese militari lungo il basso corso del Danubio in questi anni, battendo numerosi popoli tra cui Geti, Daci, Bastarni, Mesi, Triballi e Dardani.
Crasso intraprese la sua prima campagna per aiutare la popolazione alleata dei Denteleti., che era stata attaccata dai Bastarni, che in precedenza avevano sottomesso anche le popolazioni limitrofe di Triballi e Mesi. Crasso partì con ogni probabilità da Eraclea Sintica, percorse la via lungo il fiume Strymon, liberando per prima cosa la città di Serdica (capitale dei Denteleti).  Successivamente avanzò in direzione dei Mesi, invadendone le terre e battendoli insieme ai Bastarni del re Deldo, alla confluenza tra il fiume Ciabrus ed il Danubio, nelle vicinanze di Ratiaria. L'esito finale della campagna del 29 a.C. fu che i Bastarni furono costretti a tornare alle loro sedi originali, in Scizia, mentre i Mesi furono sottomessi.
L'anno successivo (28 a.C.) si rivolse contro le popolazioni dei Traci, che lo avevano ostacolato sulla strada del ritorno l'anno precedente, ottenendo la sottomissione di Maedi, Serdi e Bessi, non degli Odrisi che si erano subito dimostrati a lui fedeli alleati. Riuscì, infine, a battere alcune tribù geto-daciche, presso le cave di Ciris, conquistando la loro roccaforte di Genucla, in Dobrugia. Sulla strada del ritorno, divise l'esercito in due colonne: con la prima attaccò i Mesi Triballi (la cui capitale era probabilmente Oescus (oggi Gigen), con la seconda, egli stesso, batté i Mesi Artaci. Al termine di questo secondo anno di campagna è, però, poco probabile che i Mesi siano stati annessi alla provincia di Macedonia. Al contrario, le tribù della Tracia, pur rimanendo ancora indipendenti, diventarono popoli clienti di Roma. Crasso era così riuscito ad affermare il prestigio romano sull'intera regione a sud del basso Danubio.
Una quindicina di anni più tardi, durante le campagne dalmato-illiriche del 13-9 a.C., Tiberio operò lungo il fiume Sava arrivando a sottomettere i pannoni Breuci, grazie all'alleanza della potente tribù celtica (sottomessa nel 14-13 a.C.) degli Scordisci. Sembra, invece, che l'allora governatore della provincia macedonica, Marco Vinicio, sotto l'alto comando di Tiberio, abbia prima condotto il suo esercito lungo il fianco orientale dell'Illirico, consolidando la via di penetrazione che da Scupi conduceva a Naisso e poi a Sirmio; in seguito sia riuscito ad occupare l'intera area della Dardania e della bassa valle della Sava (inclusa la piana di Sirmio), conquistando i territori della popolazione degli Amantini, sia sottomettendo (o stipulando con gli stessi un trattato di alleanza) anche il potente popolo degli Scordisci.
Tiberio al termine delle operazioni decise di privare i suoi nemici delle armi e vendette come schiavi la maggior parte dei loro giovani, dopo averli deportati, mentre per questi successi Augusto concesse a Tiberio, non il Trionfo, ma gli ornamenta triumphalia. Contemporaneamente, lungo il fronte orientale, il governatore di Galazia e Panfilia, Lucio Calpurnio Pisone, era stato costretto ad intervenire in Tracia, poiché le genti del luogo, in particolare i Bessi, minacciavano il sovrano trace, Remetalce I, alleato di Roma. Al termine di queste operazioni, l'intero Illyricum fu occupato dalle armate romane e rimase in pace fino alla rivolta dalmato-pannonica del 6-9.
In seguito a questi eventi potrebbe essere stata, pertanto, costruita una fortezza legionaria, sopra il preesistente centro dei Dardani. A questo periodo potrebbe riferirsi l'iscrizione di un veterano della legio IV Macedonica.
Divenne Colonia Flavia Aelia Scupi e molti veterani di numerose legioni dell'esercito romano furono qui posizionati.
Fu poi fondata una città romana al tempo dell'imperatore Domiziano (81-96), tanto che Scupi divenne capitale della romanizzata Dardania. Durante le guerre marcomanniche un'orda di barbari Costoboci fu qui intercettata ed annientata dalla Cohors II Aureliae Dardanorum.
Durante il periodo delle invasioni barbariche del III secolo, venne combattuta nei suoi pressi una battaglia, nella quale i barbari (forse Sarmati) vennero respinti dall'allora governatore di una delle due Mesie, Regaliano.
La città fu poi abbandonata nel 518 in seguito ad un devastante terremoto che distrusse completamente la città.